# Nepáli himalájapapagáj
A nepáli himalájapapagáj (Himalayapsitta himalayana) a madarak osztályának a papagájalakúak (Psittaciformes) rendjébe, ezen belül a szakállaspapagáj-félék (Psittaculidae) családjába és a tartozó faj.

## Rendszerezése
A fajt Rene Primevere Lesson francia orvos és ornitológus írta le 1832-ban, a Psittacus nembe Psittacus (Conurus) Himalayanus néven. Egyes források a Psittacula nembe sorolják Psittacula himalayana néven.

## Előfordulása
Ázsiában, Afganisztán, Bhután, Nepál, India és Pakisztán, területén honos. Természetes élőhelyei a mérséklet övi  erdők, szubtrópusi és trópusi síkvidéki esőerdők, valamint szántóföldek. Nomád faj.

## Megjelenése
Testhossza 41 centiméter, testtömege 125 gramm. Feje fekete, hosszú és keskeny farka van.

## Természetvédelmi helyzete
Az elterjedési területe nagyon nagy, egyedszáma pedig stabil. A Természetvédelmi Világszövetség Vörös listáján nem fenyegetett fajként szerepel.